# Dungal z Saint-Denis
Dungal (zm. po 827) – żyjący na przełomie VIII i IX wieku mnich iroszkocki, uczony i poeta.
Pod koniec VIII wieku przybył na kontynent, na dwór Karola Wielkiego, osiadając w opactwie Saint-Denis. Część badaczy utożsamia go z tworzącym w tym samym okresie anonimowym poetą znanym pod pseudonimem Hibernicus exul. Znanych jest kilka krótkich wierszy przypisywanych Dungalowi, jednak ich autorstwo bywa podawane w wątpliwość. Zachowało się także kilka listów Dungala do ważnych osobistości na dworze frankijskim. W jednym z nich znajduje się odpowiedź na pytanie Karola Wielkiego o naturę dwóch zaćmień słońca w 810 roku, zawierająca oparty głównie na Komentarzu do Snu Scypiona Makrobiusza syntetyczny wykład ptolemejskiego obrazu wszechświata. 
Dungal był zaangażowany w toczący się na początku IX wieku w państwie frankijskim spór na temat kultu obrazów. W obronie ikonolatrii napisał w 827 roku traktat teologiczny Responsa contra perveras Claudii Taurinensis episcopi sententias, skierowany przeciwko biskupowi Klaudiuszowi z Turynu, którego stanowisko w kwestii było zdecydowanie negatywne. Dungal powoływał się w nim na trwającą wiele wieków tradycję kultu ikon oraz opinie niektórych Ojców Kościoła w tej kwestii; wysuwał także argument, że cześć oddawaną wizerunkom świętych należy rozróżnić od uwielbienia, przynależnego jedynie Bogu.